# Gerald McBoing-Boing
Gerald McBoing-Boing es un cortometraje animado de 1950 producido por United Productions of America (UPA) y dirigido por Robert Cannon. La trama está basada en una historia de Theodor Seuss Geisel (Dr. Seuss), que fue adaptada por Phil Eastman y Bill Scott. Tanto el narrador como los personajes hablan en rima. El filme ganó un premio Óscar en la categoría de mejor cortometraje animado.
El estudio produjo otros tres cortometrajes protagonizados por el personaje, Gerald McBoing-Boing's Symphony (1953), How Now Boing Boing (1954) y Gerald McBoing-Boing on the Planet Moo (1956).

## Trama
El cortometraje es protagonizado por Gerald McCloy, un niño que a los dos años de edad, en vez de hablar, emite efectos sonoros. Su primera "palabra" es "boing boing". Sus padres se preocupan y contactan al médico de la familia, que no logra descubrir el origen del problema. Con el pasar de los meses, Gerald emite un mayor número de sonidos, los cuales son cada vez más ruidosos. Con el fin de aprender a hablar a través de palabras, el niño es enviado a la escuela, pero no logra adaptarse.
Triste por el rechazo de los demás niños y la falta de comprensión de su familia, Gerald decide huir de casa. Mientras intenta subir a un tren para escapar de la ciudad, Gerald conoce al dueño de una radio, que le ofrece un empleo para hacer los efectos de sonido de sus programas. El cortometraje termina con el niño adquiriendo fama y fortuna, además del respeto de sus padres.

## Series de televisión
En 1956, la cadena estadounidense CBS produjo una serie de televisión llamada The Gerald McBoing-Boing Show, que fue narrada por Bill Goodwin. En 2005 se creó una nueva serie, titulada Gerald McBoing-Boing y producida por Cookie Jar Entertainment.
- Datos: Q1509967